# Centro Educacional da Torre de Vigia
 O Centro Educacional da Torre de Vigia constitui um conjunto de 28 prédios construído na cidade de Patterson, Nova Iorque, que juntamente com as instalações da Sociedade Torre de Vigia em Warwick, é uma extensão da sede mundial das Testemunhas de Jeová. Todas estas instalações são coletivamente chamadas de "Betel" (em hebraico) "Casa de Deus". 
O Centro Educacional da Torre de Vigia de Patterson, foi projetado para promover a educação bíblica de evangelização das Testemunhas de Jeová em todo o mundo. Inclui um complexo com cerca de 1.200 membros que participam das diversas Escolas das Testemunhas de Jeová. Inclui também diversos outros trabalhos relacionados e dirigidos pela sede mundial, como o Departamento de Serviços de Tradução que coordena o trabalho equipes de tradutores em todo o mundo em centenas de idiomas, bem como um Departamento Jurídico e um  Departamento de Serviços de Áudio e Vídeo.
Segundo o Anuário das Testemunhas de Jeová, já no ano de 1999, membros de Comissões de Filial de 43 países, foram convidados ao Centro Educacional para um programa de treinamento de dois meses de duração. Também no mesmo ano,  uma classe de missionários que cursaram a Escola Bíblica de Gileade por cinco meses, receberam designações em 31 países. Iniciou-se também neste centro uma nova escola para Superintendentes Viajantes de Circuito e de Distrito.